# ألفرد موراي
ألفرد موراي (بالإنجليزية: Alfred Murray)‏ (4 فبراير 1868 في أستراليا - 27 يوليو 1936 في أستراليا) هو لاعب كريكت أسترالي. لعب مع فريق فكتوريا للكريكت.

## وصلات خارجية
- ألفرد موراي على موقع إي آس بي آن كريك إنفو (الإنجليزية)